# Resolutie 534 Veiligheidsraad Verenigde Naties
Resolutie 534 van de Veiligheidsraad van de Verenigde Naties werd unaniem aangenomen op 15 juni 1983.

## Achtergrond
Nadat in 1964 geweld was uitgebroken op Cyprus, stationeerden de VN er de UNFICYP-vredesmacht.

## Inhoud
De Veiligheidsraad:
- Neemt nota van het rapport van de secretaris-generaal over de VN-operatie in Cyprus.
- Bemerkt de overeenstemming tussen de partijen om de vredesmacht met zes maanden te verlengen.
- Bemerkt ook het akkoord van de Cypriotische overheid voor het behoud van de macht na 15 juni.
- Herbevestigt resolutie 186 (1964).
- Herhaalt zijn steun voor het tienpuntenakkoord voor de hervatting van de gesprekken.

1. Verlengt de VN-vredesmacht nogmaals tot 15 december 1983.
2. Is tevreden over de hervatting van de gesprekken en dringt aan om deze door te zetten.
3. Vraagt de secretaris-generaal zijn missie voort te zetten, de Veiligheidsraad op de hoogte te houden en tegen 30 november te rapporteren.

## Verwante resoluties
- Resolutie 410 Veiligheidsraad Verenigde Naties
- Resolutie 526 Veiligheidsraad Verenigde Naties
- Resolutie 541 Veiligheidsraad Verenigde Naties
- Resolutie 550 Veiligheidsraad Verenigde Naties

Lijst ·  529 ·  530 ·  531 ·  532 ·  533 ·  534 ·  535 ·  536 ·  537 ·  538 ·  539 ·  540 ·  541 ·  542 ·  543 ·  544 ·  545